# Odunayo Adekuoroye
Odunayo Folasade Adekuoroye, née le 10 décembre 1993 à Akure au Nigeria, est une lutteuse libre nigériane.

## Palmarès

### Jeux olympiques
- 16e en lutte libre dans la catégorie des moins de 53 kg en 2016 à Rio de Janeiro[2]

### Championnats du monde
- Médaille de bronze en lutte libre dans la catégorie des moins de 53 kg en 2015 à Las Vegas[3]
- Médaille d'argent en lutte libre dans la catégorie des moins de 55 kg en 2017 à Paris[4]
- Médaille de bronze en lutte libre dans la catégorie des moins de 59 kg en 2023 à Belgrade

### Championnats d'Afrique
- Médaille d'argent en lutte libre dans la catégorie des moins de 51 kg en 2013 à N'Djaména
- Médaille d'argent en lutte libre dans la catégorie des moins de 53 kg en 2014 à Tunis
- Médaille d'or en lutte libre dans la catégorie des moins de 53 kg en 2015 à Alexandrie
- Médaille d'or en lutte libre dans la catégorie des moins de 55 kg en 2016 à Alexandrie
- Médaille d'or en lutte libre dans la catégorie des moins de 55 kg en 2017 à Marrakech
- Médaille d'or en lutte libre dans la catégorie des moins de 57 kg en 2018 à Port Harcourt
- Médaille d'or en lutte libre dans la catégorie des moins de 57 kg en 2019 à Hammamet
- Médaille d'or en lutte libre dans la catégorie des moins de 57 kg en 2020 à Alger
- Médaille d'or en lutte libre dans la catégorie des moins de 59 kg en 2022 à El Jadida
- Médaille d'or en lutte libre dans la catégorie des moins de 57 kg en 2024 à Alexandrie

### Jeux africains
- Médaille d'or en lutte libre dans la catégorie des moins de 57 kg en 2024 à Accra
- Médaille d'or en lutte libre dans la catégorie des moins de 57 kg en 2019 à Rabat
- Médaille d'or en lutte libre dans la catégorie des moins de 53 kg en 2015 à Brazzaville

### Jeux du Commonwealth
- Médaille d'or dans la catégorie des moins de 57 kg en 2022 à Birmingham
- Médaille d'or dans la catégorie des moins de 57 kg en 2018 à Gold Coast
- Médaille d'or dans la catégorie des moins de 53 kg en 2014 à Glasgow[5]
- Médaille de bronze dans la catégorie des moins de 48 kg en 2010 à Delhi

### Jeux de la solidarité islamique
- Médaille d'or en lutte libre dans la catégorie des moins de 59 kg en 2022 à Konya
- Médaille d'or en lutte libre dans la catégorie des moins de 55 kg en 2017 à Bakou

## Famille
Elle est la sœur de la lutteuse Mercy Adekuoroye.